# Ratón nude

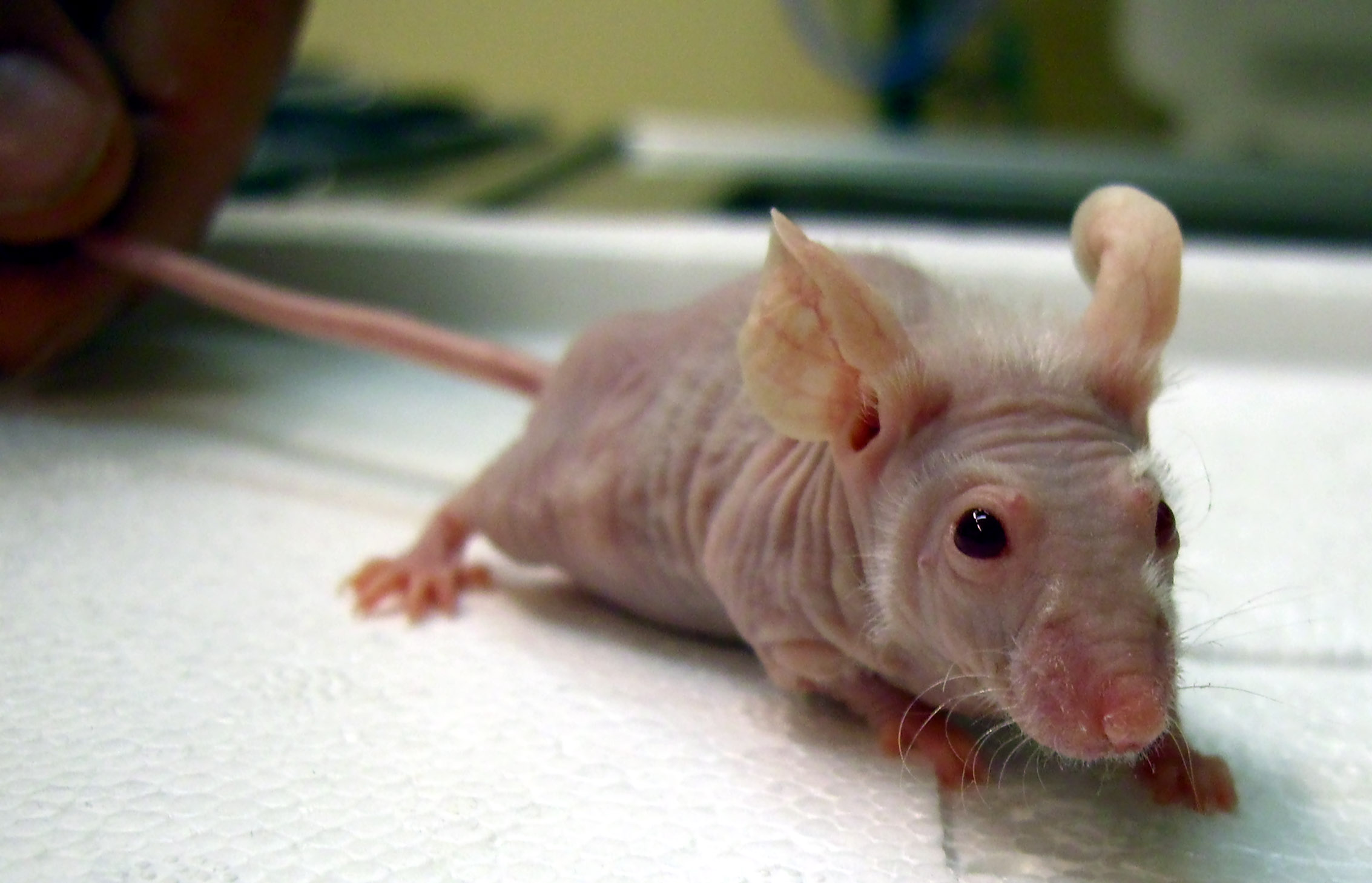
Un ratón nude

Un ratón nude es un ratón de laboratorio, cuya cepa tiene una mutación genética que provoca el deterioro o la falta del timo. Esto ocasiona la inhibición del sistema inmunitario debido a la disminución de los linfocitos T. Su fenotipo (apariencia exterior) está caracterizado por la ausencia de pelo corporal, dándole el apodo nude (desnudo en inglés).
El ratón nude es un modelo valioso en la investigación científica, ya que en él pueden hacerse xenotrasplantes (implantar tejidos) o injertarse tumores sin que sean rechazados, siendo un modelo necesario para el desarrollo de nuevos tratamientos. El ratón «nude» tiene una mutación en el gen FOXN1.
En el ratón existen más de 4000 genes que están asignados a localizaciones específicas, muchos de los cuales fueron identificados, debido a que originan mutaciones espontáneas que producen características físicas distintivas. Los ratones mutantes que portan una mutación simple se han convertido en modelos animales importantes para su utilización en la experimentación científica. Una de estas mutaciones espontáneas simples es la denominada nude (nu). Este alelo mutante homocigota recesivo pertenece al grupo linkage VII del cromosoma 11 y aparece por primera vez en el año 1966 en una colonia exocriada de ratones en un laboratorio en Glasgow, Escocia. Luego, en el año 1968, se descubre que el ratón nude homocigoto, además de presentar su fenotipo desnudo o sin pelo, característica que le dio el nombre a la mutación, carecía de un timo funcional que permanece rudimentario y produce un número reducido de células T maduras por lo cual no rechazan tejidos alo y xenotransplantados. El hecho de que acepten el trasplante de tumores humanos ha sido uno de los descubrimientos más importantes que ha contribuido con el desarrollo de las investigaciones sobre el cáncer, convirtiendo a estos individuos en el primer modelo de animal de experimentación inmunodeficiente.

## El ratón nude en estudios oncológicos
El descubrimiento del ratón nude fue un punto de inflexión sumamente importante para la investigación del cáncer, debido a que permitió el estudio de los tumores humanos in vivo. El primer trasplante exitoso de un tumor maligno humano fue  en el año 1969. Se debe considerar que antes de la aparición de la mutación que dio lugar al ratón nude, los tumores humanos se trasplantaban y crecían en sitios, tales como los abazones de los hámsters. 
Dentro de las investigaciones en el campo de la oncología para las cuales se han utilizado estos ratones como modelo se deben resaltar los hallazgos obtenidos en quimioterapia, radioterapia, inmunoterapia, anticuerpos monoclonales, interferones, interleuquinas y pruebas de carcinogenicidad entre otros.  

## Nomenclatura
La nomenclatura del ratón «nude» ha cambiado varias veces desde su descubrimiento. Originalmente fueron nombrados nu y esto se actualizó a Hfh11nu cuando se identificó que el gen mutado era por una mutación en el gen homólogo 11 HNF-3/forkhead.
Después, en el año 2000, el gen responsable de la mutación fue identificado como miembro de la familia del gen Fox y la nomenclatura se actualizó a Foxn1nu.

## Instalaciones y manejo

### Producción y mantenimiento
Por su condición de inmunodeficientes, los ratones nude deben obligatoriamente mantenerse en ambientes en los que se hayan instalado barreras sanitarias estrictas. La categoría microbiológica de los nude debe ser la de animales SPF (Specific Pathogen Free), esto significa que tendrán su flora intestinal normal pero deberán estar libres de todos aquellos microorganismos específicos capaces de causar infecciones. 
En condiciones convencionales pueden sobrevivir entre 14 y 30 días. El bienestar de estos animales depende, en gran medida, del sistema de alojamiento que se elija y del diseño y control del ambiente, factores que son críticos para la producción y el mantenimiento del nude. Además se deberán tener en cuenta las siguientes recomendaciones: 
1. El ambiente físico debe diseñarse y operarse de manera tal que permita establecer controles ambientales estrictos, brindando seguridad y confort a los animales, minimizando las posibilidades de introducción o transmisión de agentes infecciosos. No solamente se los puede mantener en habitaciones acondicionadas con filtros absolutos (HEPA), sino que existe la alternativa de alojarlos en aisladores flexibles, cabinas aisladoras, estantes ventilados o micro aisladores.
2. La estabilidad ambiental se logra mediante un buen diseño del sistema de ventilación, del control de la temperatura, de la humedad relativa, y de la velocidad y presión del aire.
3. Las áreas de servicios tienen que funcionar como una barrera efectiva entre los animales y el ambiente exterior. Estas están diseñadas específicamente para el lavado y esterilización de insumos, además se debe contar con un depósito de equipamiento, de alimento y lechos; un área de cuarentena; sala de necropsias; e instalaciones para el tratamiento y eliminación de los desechos.
4. Las cajas, rejas, comederos y bebederos que se utilicen para el alojamiento de los animales deben estar de acuerdo con las normativas internacionales en cuanto a su material, dimensiones y diseño; con el objeto de brindar el máximo confort a los ratones y de facilitar en forma eficiente su limpieza y esterilización.
5. La instalación de barreras absolutas brindará la seguridad necesaria para evitar contaminaciones. Existe la necesidad de establecer procedimientos para el tratamiento de todos los insumos que se pondrán en contacto con los ratones nude.
6. El alimento debe ser estéril (sometido a autoclave o a irradiación) al igual que el agua de bebida. El ratón desnudo requiere una temperatura más elevada que las cepas tradicionales, se recomienda entre 25 +/- 1 °C, y se debe considerar que en caso de alojarlos bajo un flujo laminar de aire continuo necesitarán una temperatura de 28 °C para compensar la pérdida de calor corporal.
7. La humedad relativa se estandarizará entre el 40 y el 60 %, y la ventilación entre 10 y 15 recambios de aire por hora.
8. Un fotoperíodo uniforme luz/oscuridad de 14–10 horas respectivamente es el adecuado; teniendo en cuenta que se debe evitar una iluminación excesiva provenientes de artefactos fluorescentes

### Sistemas de cría
Las formas más frecuentes que se utilizan para reproducir estos animales son: 

#### Apareamiento de heterocigotas (+/nu)
Este tipo de cruzamiento entre hembras y machos heterocigotas permite obtener una filial 1 (F1) en donde el porcentaje entre fenotipos mutantes nude y normales, es decir, con pelo, sea de 1:3. Debido a que los heterocigotas son inmunocompetentes y su fertilidad es normal; son fáciles de mantener como colonia saludable. 
Sin embargo, este sistema tiene dos desventajas:  
1. La producción de ratones nu/nu es baja.
2. Los animales de fenotipo normal producidos en este sistema pueden ser +/nu ó +/+; estos dos fenotipos no se pueden distinguir excepto por apareamientos o técnicas moleculares.

#### Apareamiento de hembras heterocigotas nu/+  con machos homocigotas recesivos nu/nu
Es el sistema reproductivo que más se utiliza debido a que en la F1 el porcentaje de ratones de fenotipo nude respecto de los normales es 1:1. Además tiene la ventaja de que todos los ratones normales son heterocigotas. 

#### Apareamiento de homocigotas recesivos nu/nu
A veces se pueden reproducir apareando hembras y machos nu/nu, pero aunque toda la F1 resulta con fenotipo nude, es un tipo de cruzamiento que no es eficiente debido a la baja fertilidad de las hembras homocigotas nude y a su capacidad casi nula para amamantar a las crías, de manera tal que es probable que se fracase si se aplica este sistema. 
Las colonias de ratones nude deben someterse a un programa de controles microbiológicos exhaustivos que permitirán corroborar la ausencia de contaminaciones. Estos incluyen a los animales, el ambiente y a los insumos. 
Es indiscutible el importante progreso que se ha producido en el desarrollo de las investigaciones en las cuales se ha usado como modelo animal al ratón nude. El papel que cumplen estos animales como modelo de inmunodeficiencia continuará vigente en las investigaciones médicas, especialmente en aquellas enfocadas al tratamiento, prevención, comprensión o estudio del cáncer.

## Historia e importancia
En 1962, los ratones «nude» fueron descubiertos por el Dr. Norman R. Gris en el laboratorio de virología del Ruchill Hospital Brownlee, Glasgow, Reino Unido.
Debido a que carecen de timo, los ratones «nude» son incapaces de montar una respuesta inmune adaptativa, ya que no pueden generar linfocitos T maduros (Linfocitos T CD4+ y T CD8+) lo cual afecta:
1. Formación de anticuerpos.
2. Muerte de células infectadas por virus o células malignas.
3. Respuesta inmune mediada por células.
4. Respuesta de hipersensibilidad retardada.
5. Rechazo de tejidos

## Genética
Los ratones nude tienen una deleción espontánea en el gen Foxn1 (Humanos con mutaciones en gen FOXN1 también son atímicos e inmunodeficientes). Los ratones con una deleción en el gen Foxn1 (ratones «knockout») también muestran este fenotipo.
Las hembras nude tienen glándulas mamarias subdesarrolladas y son incapaces de amamantar eficazmente a sus crías, por lo que se cruzan ratones «nude» machos con hembras heterocigotas.

## Vida útil
Los ratones «nude» viven entre 6 meses y 1 año. En entornos controlados, libre de gérmenes (o microorganismos) y con tratamiento antibiótico, pueden vivir como los ratones normales (18 meses a 2 años).